# Zheng Linli
Zheng Linli és una esportista xinesa que va competir en judo, guanyadora d'una medalla de plata al Campionat Asiàtic de Judo de 1997 en la categoria de –56 kg.

## Palmarès internacional
| Campionat Asiàtic | Campionat Asiàtic           | Campionat Asiàtic | Campionat Asiàtic |
| Any               | Lloc                        | Medalla           | Categoria         |
| ----------------- | --------------------------- | ----------------- | ----------------- |
| 1997              | Manila (Plantilla:Bandera2) | 2                 | –56 kg            |